# Aphrophora peanensis
Aphrophora peanensis är en insektsart som beskrevs av Matsumura 1940. Aphrophora peanensis ingår i släktet Aphrophora och familjen spottstritar. Inga underarter finns listade i Catalogue of Life.